# Abrunheira (Santa Catarina, Caldas da Rainha)
Abrunheira era, em 1747, uma aldeia portuguesa do termo da vila de Santa Catarina, Coutos de Alcobaça. No secular estava subordinada à Comarca de Leiria, e no eclesiástico ao Patriarcado de Lisboa, pertencendo à Província da Estremadura.